# 천영우

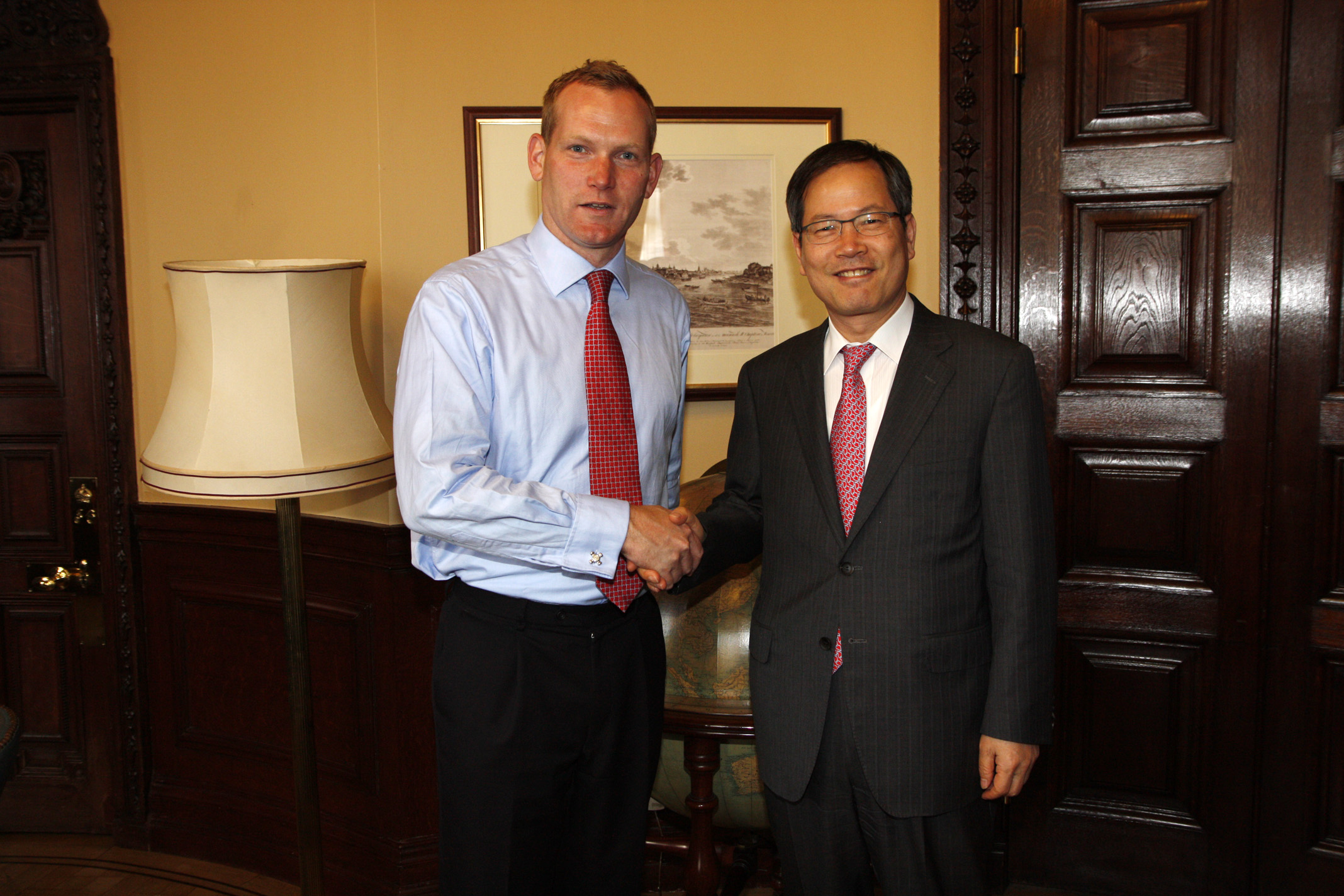

천영우(千英宇, 1952년 1월 27일~)는 대한민국의 외교관이다. 주영국 대사관 대사, 외교통상부 제2차관을 역임하였고, 이명박 정부에서 대통령비서실 외교안보수석을 지냈다. 경남 밀양 출신이다.

## 학력
- 동아고등학교
- 부산대학교 불어불문학과

## 경력
- 1977년 9월: 외무고시(11회)
- 1998년: 외교통상부 과학환경담당 심의관
- 1999년: 경수로사업지원기획단 국제부 부장
- 2001년: 외교통상부 장관보좌관
- 2001년: 외교통상부 국제기구정책관
- 외교통상부 정책총괄과 과장
- 주유엔대한민국대표부 참사관
- 2003년~2005년: 주유엔대한민국대표부 차석대사
- 2004년: 외교통상부  본부대사
- 2005년~2006년: 외교통상부 외교정책실 실장
- 2006년 2월~2008년: 북핵 6자회담 수석대표
- 2006년 4월~2008년 4월: 외교통상부 한반도평화교섭본부 본부장
- 2008년 5월~2009년 11월: 주영국 대사관 대사
- 2009년 11월~2010년 10월: 외교통상부 제2차관
- 2010년 10월~2013년 2월: 대통령실 외교안보수석비서관
- 2013년 6월~: 한반도미래포럼 이사장
- 2014년 1월~: 아산정책연구원 고문
- 팬앤마이크 객원 칼럼니스트
- 2021년 7월~2021년 9월: 국민의힘 최재형 제20대 대통령 선거 예비후보 열린캠프 정책본부 외교·안보정책 총괄

|  | 초대 한반도평화교섭본부장 2006년 7월 7일~2008년 4월 14일 | 후임 김숙 |

| 전임 조윤제 | 제19대 주영국 대사 2008년 10월 9일(신임장 제정)~2010년 1월 | 후임 추규호 |

| 전임 신각수 | 제13대 외교통상부 제2차관 2009년 11월 14일~2010년 10월 26일 | 후임 민동석 |

| 전임 김성환 | 제3대 대통령비서실 외교안보수석비서관 2010년 10월 19일~2013년 2월 24일 | 후임 주철기 |